# بيتر تشيب
بيتر تشيب (بالهولندية: Peter Schep)‏ مواليد 8 مارس 1977 في لوبيك، هو دراج هولندي. شارك في دورة الألعاب الأولمبية الصيفية.

## الميداليات
| الميدالية | المسابقة                               |
| --------- | -------------------------------------- |
| ذهبية     | بطولة العالم للدراجات على المضمار 2006 |
| فضية      | بطولة العالم للدراجات على المضمار 2005 |
| فضية      | بطولة العالم للدراجات على المضمار 2007 |
| فضية      | بطولة العالم للدراجات على المضمار 2010 |
| برونزية   | بطولة العالم للدراجات على المضمار 2008 |
| برونزية   | بطولة العالم للدراجات على المضمار 2011 |

## روابط خارجية
- بيتر تشيب على موقع الاتحاد الدولي للدراجات (الإنجليزية)
- بيتر تشيب على موقع أرشيف الدراجات (الإنجليزية)
- بيتر تشيب على موقع إحصائيات الدراجات الإحترافية (الإنجليزية)
- بيتر تشيب على موقع نسبة الدراجات (الإنجليزية)
- بيتر تشيب على موقع أوليمبيديا (الإنجليزية)